# شریف‌آباد (ابهر)

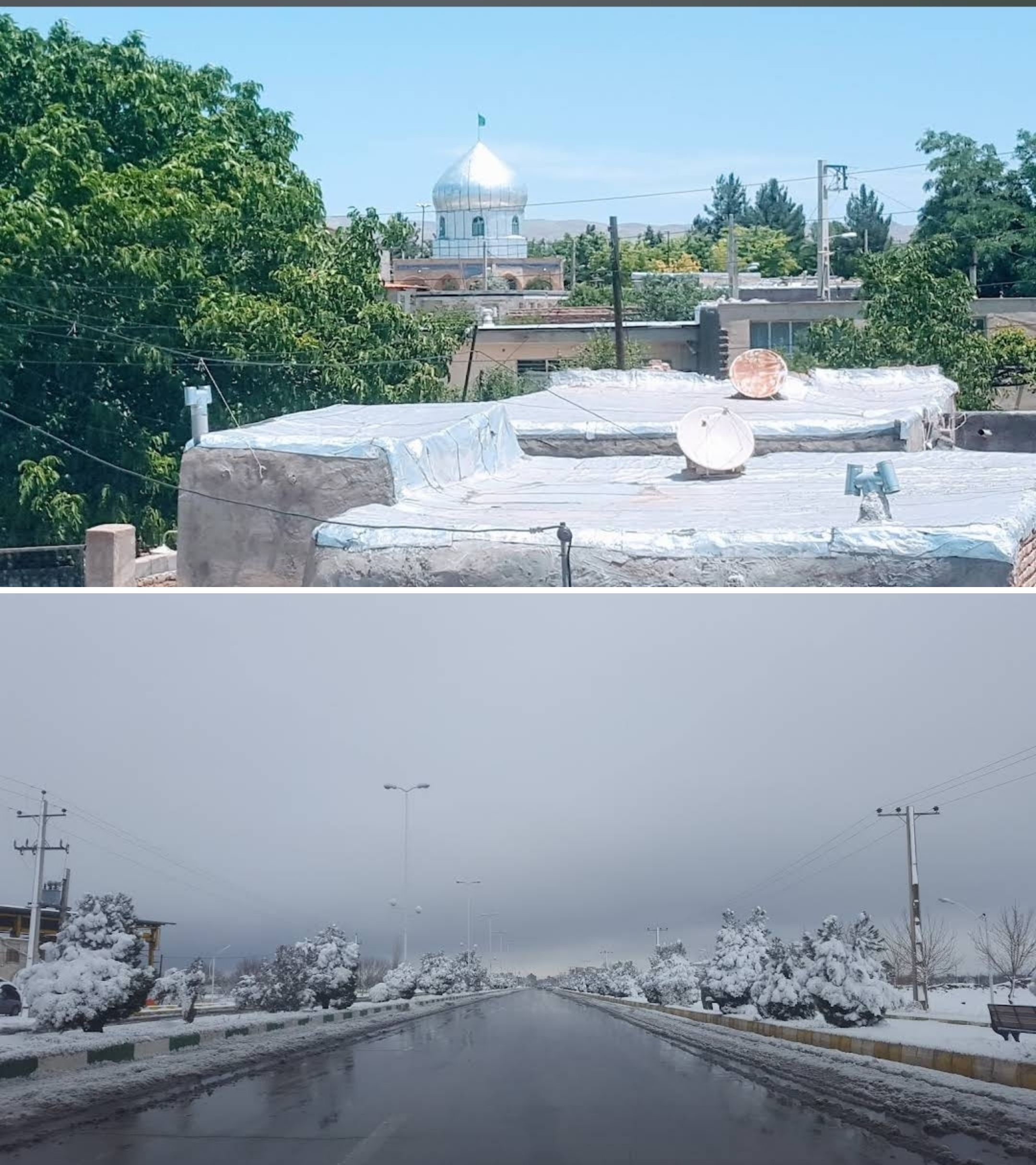
از بالا: بقعه امامزاده اسحاق ، بلوار ولایت

شریف‌آباد (ابهر)، ناحیه‌ای از توابع بخش مرکزی شهرستان ابهر در استان زنجان ایران است.
شریف‌آباد در ضلع شرقی شهر ابهر (ورودی تهران) قرار گرفته‌است.
از سمت غرب با ابهر و شناط از سمت جنوب با ابهر از شرق با روستای نورین و از سمت شمال با روستاهای آهک قره تپه و اسدآباد همسایه می‌باشد
در دهه هشتاد شریف‌آباد مرکز دهستان حومه ابهر حساب می‌شد با وجود اینکه خود دارای شهرداری مستقل بود تا اینکه با پیگیری‌های مردم و در تقسیم‌بندی جدید نواحی چند گانه ابهر رسماً به عنوان ناحیه یک شناخته شد. شریف‌آباد قطب صنعتی شهرستان ابهر به حساب می‌آید.
طبق آمار اداره ثبت احوال فامیلی‌های شریفی، افشاری، زمانی، میزاجانی، محمودی و محمدی از بیشترین نام خانوادگی‌های ثبت شده در شریف‌آباد می‌باشد.

## تقسیم‌بندی
شریف‌آباد در اصطلاح عامیانه به چند قسمت تقسیم می‌شود
مرکز (در اصطلاح محلی کنَد ایچی)
حیدر آباد (غرب شریف‌آباد)
محله بالا (خیابان شهید باهنر و خیابان شهدا)
خانه‌های سازمانی (شرق شریف‌آباد)
محله پایین (پایین جاده ترانزیت)
محله امامزاده (غرب محله بالا و شمال حیدر آباد)
بهرامعلی شریفی خان شریف آباد قدیم ۱۳۲۳

## تاریخچه
از تاریخ شریف‌آباد اطلاعات چندانی در دست نیست به خصوص اینکه بیشتر اماکن تاریخی در قسمت مرکزی آن قرار داشته که به دلیل نو سازی یا طرح از بین رفته‌اند و می‌توان تاریخ آن را با دوران قاجار یا کمی قبل تر یکی دانست. عمده رونق روستا آن بعد از زلزله ۶۹ رودبار رقم خورده‌است و با سفر خانوار از روستاهای مجاور، منجر به افزایش جمعیت روستا و رونق آن می‌شود.
تنها آثار کهن تپه قدیمی کهنه شریف‌آباد است که در شمال شریف‌آباد واقع می‌باشد که به شکل یک قلعه مربع شکل بوده که آثار سکونت در آن هنوز هم مشاهده می‌گردد اگر از مسیر آزادراه ابهر بسمت قزوین حرکت کنیم در سمت راست مشاهده می‌گردد
که در اطراف این تپه باستانی آثار قنات نیز مشخص است
محلات قدیمی شریف‌آباد که با دیوار قلعه محصور بوده‌است که آثار این حصار هم اینک قابل مشاهده است به نام‌های:
طاهار مهلسی
قاقالار کوچسی
آشاقو محله (محله پایین)
مسجد کوچسی (کوچه مسجد)
کند ایچی (وسط روستا)
شریف‌آباد قدیم که دارای حصار و برج نگهبانی بوده‌است که آثار برج نگهبانی قابل مشاهده است این قلعه دارای چهار در بوده که دروازه اصلی از سمت شرق ب طرف عمارت ارباب گشوده می‌شده دروازه شمالی به جاده قدیم تهران تبریز و در غربی و جنوبی که درب‌های کوچکتری بوده‌اند برای رفت‌وآمد کشاورزان و دهقانان بوده
مسجدجامع سقاخانه حمام بالا مسجد همگی داخل این قلعه بوده‌اند و امامزاده و قبرستان بیرون قلعه بوده‌است این محلات در عکس هوایی سال ۱۳۳۶ قابل مشاهده می‌باشد.
شریف‌آباد دارای یک شهرک صنعتی به نام شهرک صنعتی شریف ابهر که کارخانه و شرکت‌های مهم از جمله پارس حیات در آن قرار دارد.

## مراکز علمی
مدرسه پسرانه شهید قدوسی (دبیرستان دوره دوم)
مدرسه دخترانه شبانه‌روزی ۱۵ خرداد (دبیرستان و هنرستان دوره دوم)
مدرسه پسرانه ترقی (دبیرستان و هنرستان دوره اول)
مدرسه دخترانه رقیه (دبیرستان دوره اول)
مدرسه پسرانه ابوذر (ابتدایی)
مدرسه دخترانه سمیه (ابتدایی)
دانشکده فنی و حرفه ای ابهر
کتابخانه عمومی رازی
*تا پیش از دهه نود مدرسه پسرانه مقطع ابتدایی شامل مدرسه سلمان فارسی و ابوذر بود که بعد از انتقال به ساختمان جدید واقع در پیش چمن مصنوعی مدرسه سلمان فارسی حذف گردید، ساختمان مدرسه قبلی بعنوان مدرسه حضرت رقیه (س) مورد استفاده قرار می‌گیرد.

## مراکز ورزشی
سالن ورزشی که کلنگ زنی آن در خرداد ۱۳۹۱زده شده بود در تیر ماه ۱۳۹۶با حضور جمعی از مسئولان افتتاح گردید.
این سالن دو منظوره جهت برگزاری فوتسال و والیبال در نظر گرفته شده و کلیه امکانات رفاهی و امنیتی در آن لحاظ شده‌است.
سکوی تماشاگران نیز بر روی طبقه همکف قرار گرفته‌است.
حق امتیاز برگزاری مسابقات و تمرینات فعلاً بر عهده پایگاه‌های شهید دکتر بهشتی و شهدا می‌باشد.
هم چنین با افتتاح این سالن مسابقات جام شهدای هفت تیر به میزبانی پایگاه شهید بهشتی برگزار گردید.
در حال حاضر به صورت رسمی شریف‌آباد دارای یک تیم ورزشی به نام باشگاه کیوکوشین کاراته ذوالفقار بسیج شریف‌آباد می‌باشد که اوایل توسط پایگاه شهید بهشتی تأسیس گردیده بود که بعداً با عنوان بسیج شریف‌آباد ادامه فعالیت داد.
چمن مصنوعی ورزشگاه شهدای شریف‌آباد نیز در سال ۱۴۰۱ مورد بهره‌برداری قرار گرفت محل برگزاری مسابقات فوتبال می‌باشد.

## راه‌های ارتباطی
شریف‌آباد نقطه جدایی راه ترانزیت و بزرگراه به سمت زنجان محسوب می‌شود و با قرارگیری بین جاده ترانزیت و بزرگ راه قزوین –زنجان از موقعیت مناسبی بر خوردار است همچنین با فاصله اندک به آزاد راه تهران –زنجان و خط آهن بسیار حایز اهمیت است.
شریف‌آباد از طریق بلوار ولایت به ابهر و همچنین بلوار شورا (جاده قدیم تهران تبریز که در جنگ جهانی توسط روسها احداث گردیده) به ناحیه شناط، جاده ترانزیت به نورین و … و آزاد راه به شناط بالا، خرمدره و زنجان متصل می‌شود.
شریف‌آباد ناحیه صنعتی ابهر محسوب می‌شود به خصوص اینکه دارای یک شهرک صنعتی شریف نیز می‌باشد؛ و همچنین کارگاه‌های تولیدی و نیز مراکز عمداً صافکاری و نقاشی ابهر در شریف‌آباد ساکن هستند.
خیابان شهید رجایی- خیابان شهید باهنر – خیابان شهدا (طالقانی سابق)- از خیابان‌های مهم این ناحیه هستند.
*بلوار شورا همان مسیر جاده کهن ابریشم می‌باشد.

## اماکن مذهبی
بقعه امامزاده یونس معروف به اسحَق (اسحاق) نماد ناحیه شریف‌آباد می‌باشد.
معرفی امام زاده به نظر می‌رسد، این فرد ابی عبدالله اسحق اول فرزند سبحه فرزند ابراهیم المرتضی اول باشد که ایشان فرزند امام موسی بن جعفر می‌باشند که بعد از کشته شدن پیشوای هشتم شیعیان رضا همه سادات حسنی و موسوی از ترس مأمون الرشید که دستور داده بود همه خاندان هاشمی را به قتل برسانند از بغداد متواری و به نواحی مختلف ایران پناهنده شده و در ایران علیه خلیفه عباسی قیام کردند و سرانجام کشته شدند.
منبع: شناسنامه امام زادگان اداره اوقاف ابهر
سقاخانه شریف‌آباد که مراسم تعزیه حول محور این مکان مقدس برگزار می‌شود
مسجد صاحب الزمان شریف‌آباد-ابهر مسجد صاحب الزمان

### مساجد
مسجد صاحب الزمان یکی از مساجد بزرگ و مهم شریف‌آباد می‌باشد که در خیابان شهدا قرار گرفته‌است. نزدیکی این مسجد به محلات بزرگ شریف‌آباد باعث توجه عده کثیری از مردم به آن شده و بیشتر سخنرانی‌ها و مراسمات سیاسی نیز در این مسجد برگزار می‌شود که باعث کسب مقام بهترین عملکرد مساجد کشوری در سال۱۳۹۶ شد است.
مسجد جامع شریف‌آباد - مرکز که انبوه مراسم آیینی حول محور این مکان می‌گردد.

## مراسمات مذهبی
شریف‌آباد در برگزاری مراسمات مذهبی بسیار فعال است، مراسمات ویژه ای در ماه‌های محرم و صفر در شریف‌آباد برگزار می‌شود و نیز آئین شاخسی واخسی (حسین گویان) در این شهر و مراسمات محرم جایگاه ویژه ای دارد. در ایام فاطمیه نیز هر شب در مسجد جامع شریف آباد مراسم عزاداری با حضور مداحان مطرح آذری برگزار می‌شود. مداحانی که در این مراسمات شرکت کرده‌اند: ۱- حاج تمدن ۲- مرحوم حاج محمد باقر منصوری ۳- حاج غلامرضا عینی فرد ۴-حاج ولی‌الله کلامی

## فضای تفریحی
شریف‌آباد داری یک پارک (پارک بزرگ شریف‌آباد). دو بوستان و یک بوستان بانوان می‌باشد.
باغات انگور جنوب غرب
رودخانه ابهررود در جنوب شریف‌آباد.
همچنین شهرداری طرح ساخت یک بوستان در تقاطع خیابان شهید باهنر با شهید رجایی را صادر کرده‌است.

## زبان
ترکی آذربایجانی با تفاوت بسیار کمی در لهجه با ابهر

## مراکز درمانی
مرکز سلامت شهری شماره یک شریف‌آباد (بهداشت سابق)
مرکز بهداشت و درمان شماره ۲ شریف‌آباد (درمانگاه امام سجاد سابق).

## جمعیت
طبق سرشماری سال ۱۳۹۵شهرستان ابهر. شهر ابهر که شریف‌آباد نیز بر روی آن محسوب می‌شود دارای جمعیت۹۹هزار و۲۸۵نفری می‌باشد. تا کنون هیچ نهاد جمعیتی برای منطقه شریف‌آباد جمعیت بروز منتشر نکرده‌است.